# Dragar
Dragar je priimek več oseb v Sloveniji:
- Bogomir Dragar, transportni strokovnjak in gospodarstvenik
- Rezka Dragar, partizanka, narodna herojinja
- Toni Dragar, politik, župan Domžal